# Redtechnik
Die Redtechnik ist eine traditionelle Dekorationsmethode für Steinzeuggefäße, bei der die Konturen der Verzierung mit einem angespitzten Holzstab, dem Redholz, vor dem Brand in die lederharte Tonmasse geritzt wurden. So sollten die mit Mangan- oder Kobaltsmalte bemalten Flächen abgegrenzt und ein Auslaufen der Bemalung unter den
transparenten Salzglasur verhindert werden.
Die auch Radmachen genannte Ritztechnik wurde in der zweiten Hälfte des 17. Jahrhunderts im Westerwald entwickelt. Neben der Knibistechnik war sie die dominierende Dekorationsmethode beim Westerwälder Steinzeug des ausgehenden 17. und des 18. Jahrhunderts.
Im 18. Jahrhundert wurde diese Technik auch von Töpfern in Hessen, Sachsen und Schlesien übernommen.